# NGC 1482
NGC 1482 (другие обозначения — ESO 549-33, MCG −3-10-54, IRAS03524-2038, PGC 14084) — галактика в созвездии Эридан.
Этот объект входит в число перечисленных в оригинальной редакции «Нового общего каталога».
В галактике вспыхнула сверхновая SN 1937E, её пиковая видимая звёздная величина составила 15,0.